# 킨가 프레이스
킨가 프레이스 (Kinga Preis, 1971년 8월 31일 ~ )는 폴란드의 배우이다. 폴란드 영화상 여우주연상 2회(2002, 06) 수상자이다.